# Praeplanctonidae
Praeplanctonidae es una familia de foraminíferos bentónicos de la superfamilia Praeplanctonioidea, del suborden  Buliminina y del orden Buliminida. Su rango cronoestratigráfico abarca el Albiense superior (Cretácico inferior).

## Discusión
Clasificaciones previas hubiesen incluido Praeplanctonidae en el suborden Rotaliina y/o orden Rotaliida.

## Clasificación
Praeplanctonidae incluye a los siguientes géneros:
- Praeplanctonia †
- Haigella †